# Orfeo en los infiernos
Orfeo en los infiernos (título original en francés, Orphée aux enfers) es una opereta en cuatro actos con música de Jacques Offenbach y libreto en francés de Hector Crémieux y Ludovic Halévy. Se estrenó como una opéra bouffon en dos actos en el Théâtre des Bouffes-Parisiens de París el 21 de octubre de 1858. Se dice que es la primera opereta larga. Las anteriores operetas de Offenbach fueron obras de un acto a pequeña escala, puesto que la ley en Francia no permitía ciertos géneros de obras largas. Orfeo no sólo era más larga, sino también más arriesgada musicalmente que las piezas anteriores de Offenbach. Fue ampliamente revisada y ampliada en una versión de opéra féerie en cuatro actos, presentada en el Théâtre de la Gaîté de París el 7 de febrero de 1874.
También fue la primera vez que Offenbach usó la mitología griega como telón de fondo para una de sus bufonadas. La obra hace referencia al mito del poeta y músico Orfeo y su esposa, Eurídice, el mito amoroso más antiguo de la Grecia clásica. En esta versión, Orfeo no es el hijo de Apolo, sino un rústico profesor de violín. Se alegra de haberse librado de su esposa, Eurídice, cuando el dios del inframundo, Plutón, la rapta. La Opinión pública tiene que intimidar a Orfeo para que intente rescatar a Eurídice. La opereta es una parodia irreverente y sátira feroz de Gluck y su Orfeo y Eurídice y culmina en el «Galop infernal» subido de tono que asombró a parte de la audiencia en el estreno. Otros objetivos de la sátira, como se haría típico en las burlesques de Offenbach, son las interpretaciones rebuscadas del drama clásico de la Comédie-Française y los escándalos de la sociedad y la política del Segundo Imperio Francés. La conducta reprobable de los dioses del Olimpo en la ópera fue ampliamente vista como una sátira velada de la corte y el gobierno de Napoleón III, emperador de los franceses. Algunos críticos expresaron su indignación por la falta de respeto de los libretistas por la mitología clásica y la parodia del compositor de la ópera de Gluck; otros elogiaron mucho la pieza.
La producción original de 1858 se convirtió en un éxito de taquilla y funcionó hasta bien entrado el año siguiente, rescatando a Offenbach y su compañía, Bouffes-Parisiens, de dificultades financieras. La reposición de 1874 batió récords de taquilla en la Gaîté. La obra se representó con frecuencia en Francia e internacionalmente durante la vida del compositor y durante todo el siglo XX. Es una de sus óperas representadas con más frecuencia y continúa reviviéndose en el siglo XXI. En la última década del siglo XIX los cabarés parisinos Moulin Rouge y Folies Bergère adoptaron la música del «Galop infernal» de la escena culminante de la ópera para acompañar al cancán, y desde entonces la tonada se asocia popularmente con el baile (hasta el punto de que la melodía es conocida general, pero erróneamente, como «Can-can»). Saint-Saëns tomó prestado el galop, lo ralentizó e hizo el arreglo para cuerdas que representa a la tortuga en El carnaval de los animales.

## Contexto histórico

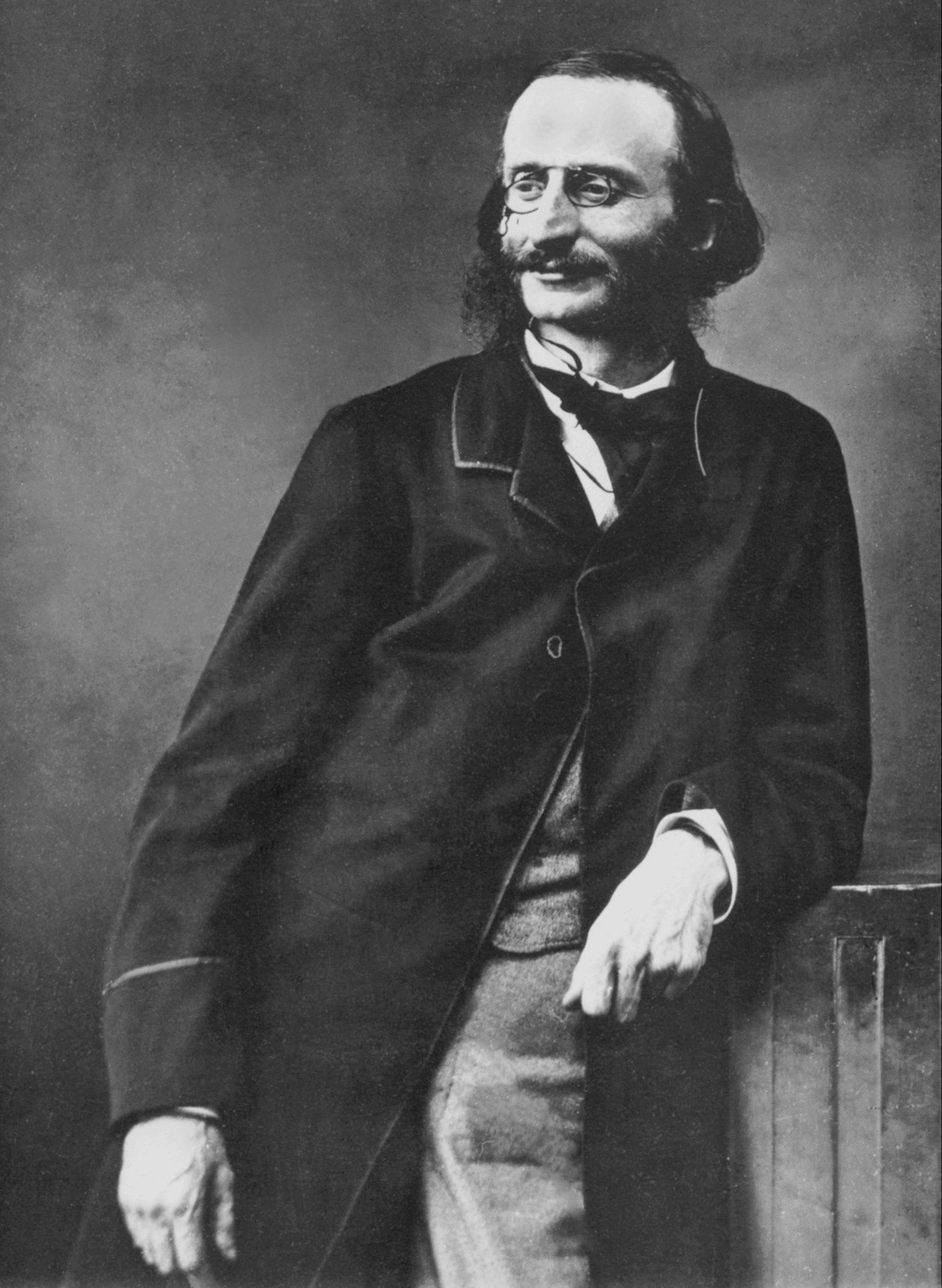
Jacques Offenbach fotografiado por su amigo Nadar.

Entre 1855 y 1858, Jacques Offenbach presentó más de dos docenas de operetas en un acto, primero en la Bouffes-Parisiens, Salle Lacaze, y luego en la Bouffes-Parisiens, Salle Choiseul. Las leyes de licencias teatrales entonces le permitían sólo cuatro cantantes en cada pieza y, con elencos tan pequeños, las obras de larga duración estaban fuera de discusión. En 1858 se relajaron las restricciones de licencia y pudo seguir adelante con una obra en dos actos que tenía en mente desde hacía algún tiempo. Dos años antes, le había dicho a su amigo el escritor Hector Crémieux que cuando era director musical de la Comédie-Française a principios de la década de 1850 juró venganza por el aburrimiento que sufría de las posturas de los héroes míticos y dioses del Olimpo en las obras que se presentaban allí. Cremieux y Ludovic Halévy esbozaron un libreto para él satirizando a tales personajes. En 1858, cuando finalmente se le permitió a Offenbach un elenco lo suficientemente grande como para hacer justicia al tema, Halévy estaba preocupado por su trabajo como alto funcionario y el libreto final se atribuyó únicamente a Crémieux. La mayoría de los papeles fueron escritos pensando en miembros populares de la compañía Bouffes, incluidos Désiré, Léonce, Lise Tautin y Henri Tayau como un Orfeo que realmente podía tocar el violín de Orfeo.
El estreno tuvo lugar en la Salle Choiseul el 21 de octubre de 1858. Al principio, la pieza funcionó razonablemente bien en la taquilla, pero no fue el tremendo éxito que Offenbach esperaba. Insistía en espléndidas puestas en escena para sus óperas: los gastos solían superar los ingresos y necesitaba una importante fuente de ingresos. El negocio recibió un impulso involuntario del crítico Jules Janin del Journal des débats. Había elogiado producciones anteriores en Bouffes-Parisiens, pero se indignó con vehemencia por lo que, según él, era un ultraje blasfemo y lascivo: «una profanación de la santa y gloriosa antigüedad». Su ataque, y las irreverentes réplicas públicas de Crémieux y Offenbach, ocuparon los titulares y provocaron un gran interés por la pieza entre el público parisino, que acudió en masa a verla. En su estudio de 1980 sobre Offenbach, Alexander Faris escribe: «Orphée se convirtió no sólo en un triunfo, sino en un culto». Tuvo 228 funciones, en un momento en que un desempeño de cien noches se consideraba un éxito. Albert Lasalle, en su historia de las Bouffes-Parisiens (1860), escribe que la pieza se cerró en junio de 1859 —aunque seguía teniendo un gran éxito de taquilla- «porque los actores, que no podían cansar al público, estaban ellos mismos exhaustos».
En 1874, Offenbach amplió sustancialmente la pieza, duplicando la longitud de la partitura y convirtiendo la íntima opéra bouffon de 1858 en una opéra féerie extravaganza en cuatro actos, con importantes secuencias de ballet. Esta versión se estrenó en el Théâtre de la Gaîté el 7 de febrero de 1874, tuvo 290 representaciones y rompió récords de taquilla para ese teatro. Durante la primera representación de la versión revisada, Offenbach la amplió aún más, agregando ballets que ilustran el reino de Neptuno en el acto tercero y elevando el número total de escenas en los cuatro actos a veintidós.

## Personajes
| Personaje                                                               | Tesitura                   | Reparto el 21 de octubre de 1858 Director: Jacques Offenbach | Reparto del estreno (versión en cuatro actos) el 7 de febrero de 1874 Director: Albert Vizentini |
| ----------------------------------------------------------------------- | -------------------------- | ------------------------------------------------------------ | ------------------------------------------------------------------------------------------------ |
| Orfeo (Poeta, músico y cantor)                                          | tenor                      | Henri Tayau                                                  | Meyronnet                                                                                        |
| Eurídice (esposa de Orfeo)                                              | soprano                    | Lise Tautin                                                  | Marie Cico                                                                                       |
| Plutón, dios del inframundo, disfrazado de Aristeo (amante de Eurídice) | tenor                      | Léonce                                                       | Achille-Félix Montaubry                                                                          |
| La Opinión Pública                                                      | mezzosoprano               | Marguerite Macé-Montrouge                                    | Elvire Gilbert                                                                                   |
| Júpiter (Dios Supremo del Olimpo)                                       | tenor bajo o barítono alto | Désiré                                                       | Christian                                                                                        |
| Juno (esposa de Júpiter)                                                | soprano o mezzosoprano     | Enjalbert                                                    | Pauline Lyon                                                                                     |
| Venus (diosa de la belleza)                                             | contralto                  | Marie Garnier                                                |                                                                                                  |
| Cupido (hijo de Venus y dios del amor)                                  | soprano (en travesti)      | Coralie Geoffroy                                             | Matz-Ferrare                                                                                     |
| Marte (dios de la guerra)                                               | bajo                       | Floquet                                                      | Gravier                                                                                          |
| Diana (diosa de la caza y la castidad)                                  | soprano                    | Chabert                                                      | Berthe Perret                                                                                    |
| Mercurio (mensajero de los dioses)                                      | tenor                      | J. Paul                                                      | Pierre Grivot                                                                                    |
| John Styx (criado de Plutón)                                            | tenor o barítono           | Debruille-Bache                                              | Alexandre, fils                                                                                  |
| Minerva (diosa de la sabiduría)                                         | soprano                    | Marie Cico                                                   | Castello                                                                                         |
| Morfeo (dios de los sueños)                                             | tenor                      | -                                                            | Damourette                                                                                       |
| Amor                                                                    | mezzosoprano               | Gervais                                                      | Matz-Ferrare                                                                                     |
| Minos (juez de los infiernos)                                           | barítono                   | Georges Dejon-Marchand                                       |                                                                                                  |
| Eaco (juez de los infiernos)                                            | tenor                      | -                                                            | Jean Paul                                                                                        |
| Radamante (juez de los infiernos)                                       | bajo                       | -                                                            | J. Vizentini                                                                                     |
| Baco (dios del vino)                                                    | papel hablado              | Antognini                                                    | Chevalier                                                                                        |
| Cibeles (diosa de la naturaleza)                                        | soprano                    | -                                                            | Maury                                                                                            |
| Pomona (diosa de la fruta)                                              | soprano                    |                                                              |                                                                                                  |
| Durieu                                                                  |                            |                                                              |                                                                                                  |
| Flora (diosa de las flores)                                             | soprano                    | -                                                            | B. Mery                                                                                          |
| Ceres (diosa de la agricultura)                                         | soprano                    | -                                                            | Iriart                                                                                           |
| Cerbero (guardián de tres cabezas del Inframundo                        | ladrado                    | Tautin, snr.                                                 | Monet                                                                                            |
| Minos                                                                   | barítono/tenor             | -                                                            | Scipion                                                                                          |
| Dioses, pastores, espíritus, etc.                                       |                            |                                                              |                                                                                                  |

## Argumento (versión bufa original en dos actos)

### Acto I

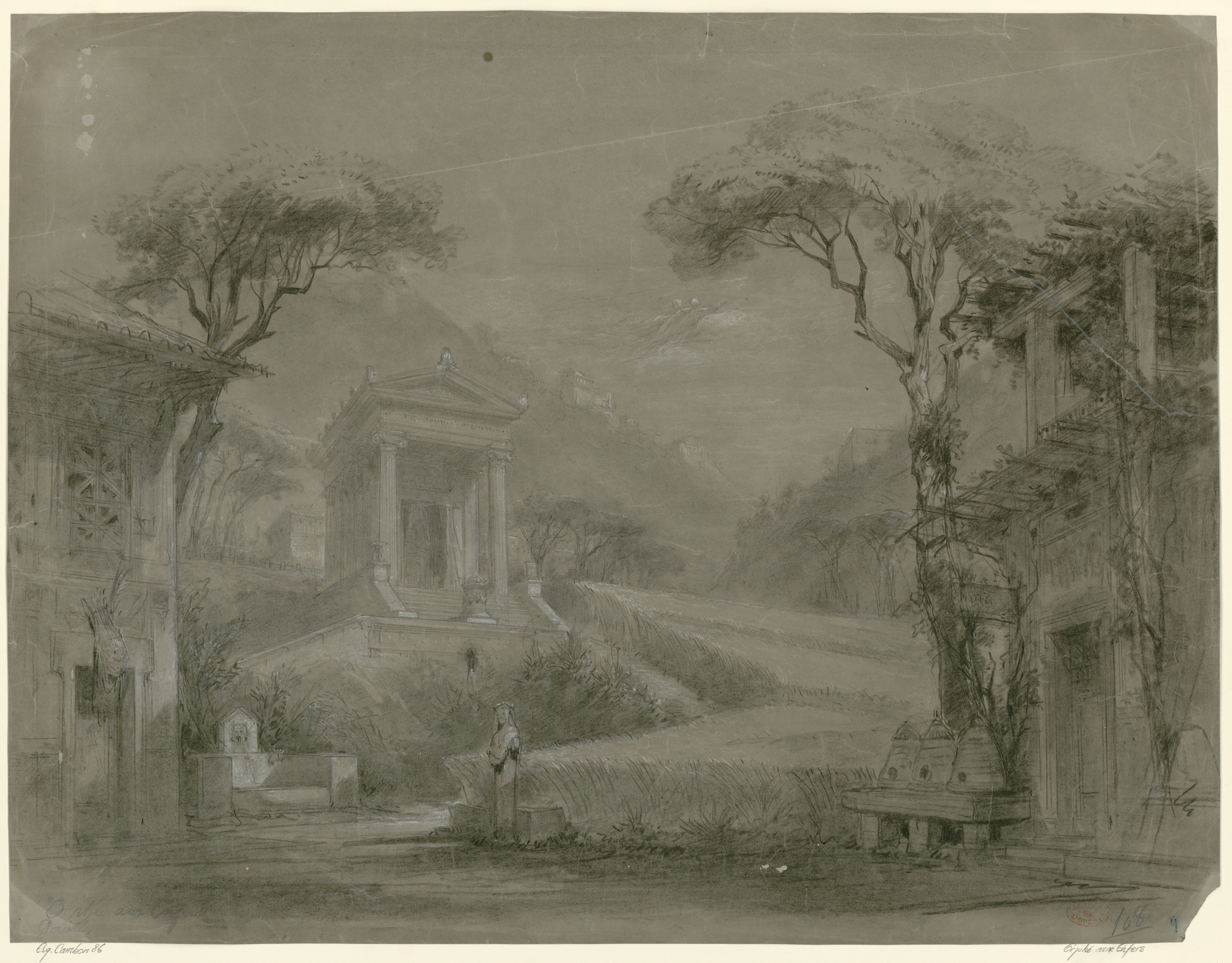
Escenografía de Charles-Antoine Cambon para el Acto I, Escena 1, en la edición revisada de 1874.

Escena 1: Cerca de Tebas (Antigua Grecia)
Una introducción hablada con acompañamiento orquestal (introducción y melodrama) abre la obra. La Opinión Pública explica quién es ella: la guardiana de la moral («Qui suis-je? du Théâtre Antique»). Ella dice que, a diferencia del coro en las obras de teatro de la Antigua Grecia, ella no sólo comenta sobre la acción, sino que interviene en ella, para asegurarse de que la historia mantenga un alto tono moral. Sus esfuerzos se ven obstaculizados por los hechos del asunto: Orfeo no es el hijo de Apolo, como en el mito clásico, sino un rústico profesor de música, cuya aversión por su esposa, Eurídice, es cordialmente correspondida. Está enamorada del pastor Aristeo, que vive al lado («La femme dont le coeur rêve/La mujer cuyo corazón sueña») y Orfeo está enamorado de Chloë, una pastora. Cuando Orfeo confunde a Eurídice con ella, todo sale a la luz y ésta insiste en que abandonen el matrimonio. Orfeo, temiendo la reacción de la Opinión Pública, atormenta a su esposa para que mantenga el escándalo en silencio usando música de violín, que ella odia («Ah, c'est ainsi»).
Aristeo entra. Aunque aparentemente es un pastor, en realidad es Plutón, dios del Inframundo. Mantiene su disfraz cantando una canción pastoral sobre ovejas («Moi, je suis Aristée»). Eurídice ha descubierto lo que ella cree que es un complot de Orfeo para matar a Aristeo, dejando serpientes sueltas en los campos, pero en realidad es una conspiración entre Orfeo y Plutón para matarla, de modo que Pluton pueda tenerla y Orfeo se deshaga de ella. Cuando ella muere, Plutón se transforma en su verdadera forma (escena de transformación). Eurídice encuentra que la muerte no es tan mala cuando el Dios de la Muerte está enamorado de una («La mort m'apparaît souriante/La muerte me parece sonriente»). Descienden al Inframundo tan pronto como Eurídice ha dejado una nota diciéndole a su esposo que ha sido inevitablemente detenida.
Todo parece irle bien a Orfeo hasta que la Opinión Pública se entera del asunto y amenaza con arruinar su carrera como maestro de violín a menos que vaya a rescatar a su esposa. Orfeo, a regañadientes, se muestra de acuerdo.
Escena 2: El Olimpo

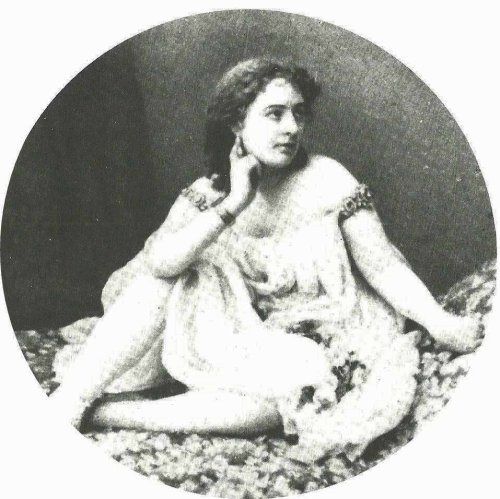
Marie Garnier como Venus en la producción original de 1858.

La escena se cambia al Olimpo, donde los dioses se duermen de aburrimiento («Dormons, dormons/Durmiendo, durmiendo»). Cupido y Venus entran separados de sus escapadas nocturnas amorosas y se unen a sus colegas durmientes, pero pronto todos son despertados por el sonido del cuerno de Diana, supuestamente casta cazadora y diosa. Lamenta la repentina ausencia de Acteón, su actual amor («Quand Diane descend dans la plaine»); para su indignación, Júpiter le dice que ha convertido a Acteón en un ciervo para proteger su reputación. Mercurio llega e informa que ha visitado el Inframundo, al que Plutón acaba de regresar con una mujer hermosa. y Júpiter lo regaña por su escandalosa vida privada. Para alivio de Plutón, los otros dioses eligen este momento para rebelarse contra el reinado de Júpiter, su aburrida dieta de ambrosía y néctar, y el puro tedio del Olimpo («Aux armes, dieux et demi-dieux!/¡A las armas, dioses y semidioses!»). Júpiter exige saber qué pasa, y ellos se ríen de su hipocresía, burlándose de todos sus affairs mitológicos («Pour séduire Alcmène la fière»).
La llegada de Orfeo, con la Opinión Pública a su lado, obliga a los dioses a comportarse bien («Il approche! Il s'avance»). Orfeo obedece a la Opinión Pública y finge suspirar por Eurídice: ilustra su supuesto dolor con un fragmento de «Che farò senza Euridice» del Orfeo y Eurídice de Gluck, que conmueve a todos los presentes. Plutón está preocupado de que se verá obligado a devolver a Eurídice y Júpiter anuncia que va a ir al Inframundo para aclarar las cosas. Los otros dioses le ruegan ir con él, él consiente y se produce una celebración masiva ante esta fiesta («Gloire! gloire à Jupiter... Partons, partons/¡Gloria! Gloria a Júpiter... Vamos, vamos»).

### Acto II

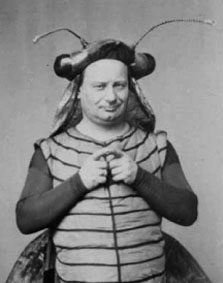
Désiré como Júpiter en los Bouffes-Parisiens en 1858.

Escena 1: los aposentos de Plutón en el Inframundo 
Plutón mantiene encerrada a Eurídice y la vida le resulta muy tediosa. Su carcelero es un borracho tonto llamado John Styx. Antes de morir, era rey de Beocia (una región de Grecia que Aristófanes convirtió en sinónimo de pueblerinos) y canta a Eurídice un lamento lastimero por su reinado perdido («Quand j'étais roi de Béotie»).
Júpiter descubre el lugar donde Plutón escondió a Eurídice y se cuela por el ojo de la cerradura al convertirse en una bella y dorada mosca. Encuentra a Eurídice al otro lado y canta un dúo de amor con ella donde su papel está formado enteramente de zumbido («Bel insecte à l'aile dorée/Hermoso insecto con alas de oro»). Después, él se descubre y le promete ayuda, en gran medida porque Júpiter la quiere para él mismo. Plutón se queda riñendo furiosamente a John Styx.
Escena 2: las orillas del Estigia
La escena cambia a una gran fiesta que los dioses celebran en el infierno y donde no se puede encontrar ambrosía, néctar ni comportamiento apropiado («Vive le vin! Vive Pluton!/¡Viva el vino! ¡Viva Plutón!»). Eurídice está disfrazada de bacante («J'ai vu le dieu Bacchus/Vi el dios Baco»), pero el plan de Júpiter de llevársela se ve interrumpido por la llamada a la danza. Júpiter insiste en un minueto, que todos los demás encuentran aburrido («La la la. Le menuet n'est vraiment si charmant»). Las cosas se animan cuando llega la pieza más conocida de la opereta, el famoso «Galop infernal», al que todos se abandonan salvajemente(«Ce bal est original/Este baile es original»).
Una siniestra música de violín anuncia la llegada de Orfeo y la Opinión Pública, pero Júpiter tiene un plan y promete mantener a Eurídice lejos de su marido. Al igual que con el mito original, Orfeo no debe mirar atrás, o perderá a Eurídice para siempre («Ne regarde pas en arrière!/¡No mires atrás!»). La Opinión Pública lo vigila atentamente, para evitar que haga trampa, pero Júpiter lanza un rayo que sobresalta a Orfeo y hace que mire atrás, y Eurídice desaparece. En medio de la agitación subsiguiente, Júpiter proclama que de ahora en adelante pertenecerá al dios Baco y se convertirá en una de sus sacerdotisas. La Opinión Pública no está contenta, pero Plutón se ha hartado de Eurídice, Orfeo está libre de ella y todo termina felizmente, con una repetición del cancán.

### Versión revisada de 1874

Cartel de la obra para una producción en los Bouffes-Parisiens.

La trama es esencialmente la de la versión de 1858. En lugar de dos actos con dos escenas cada uno, la última versión consta de cuatro actos, que siguen la trama de las cuatro escenas del original. La versión revisada se diferencia de la primera en que tiene varias secuencias de ballet interpoladas y algunos personajes y números musicales adicionales. Las adiciones no afectan la narrativa principal, pero aumentan considerablemente la duración de la partitura. En el Acto I hay un coro de apertura para pastores y pastoras reunidos y Orfeo tiene un grupo de jóvenes estudiantes de violín, que se despiden de él al final del acto. En el Acto 2, Mercurio recibe un número de entrada en solitario («Eh hop!»). En el Acto 3, Eurídice tiene un nuevo solo, los «Couplets des lamentas» («¡Ah! ¡Quelle triste destinée!»), Cupido tiene un nuevo número, las «Couplets des baisers» («Allons, mes fins limitiers»), los tres jueces de Hades y una pequeña banda de policías se suman al elenco para involucrarse en la búsqueda de Júpiter de la Eurídice oculta y al final del acto el furioso Plutón es apresado y llevado por un enjambre de moscas.

## Música

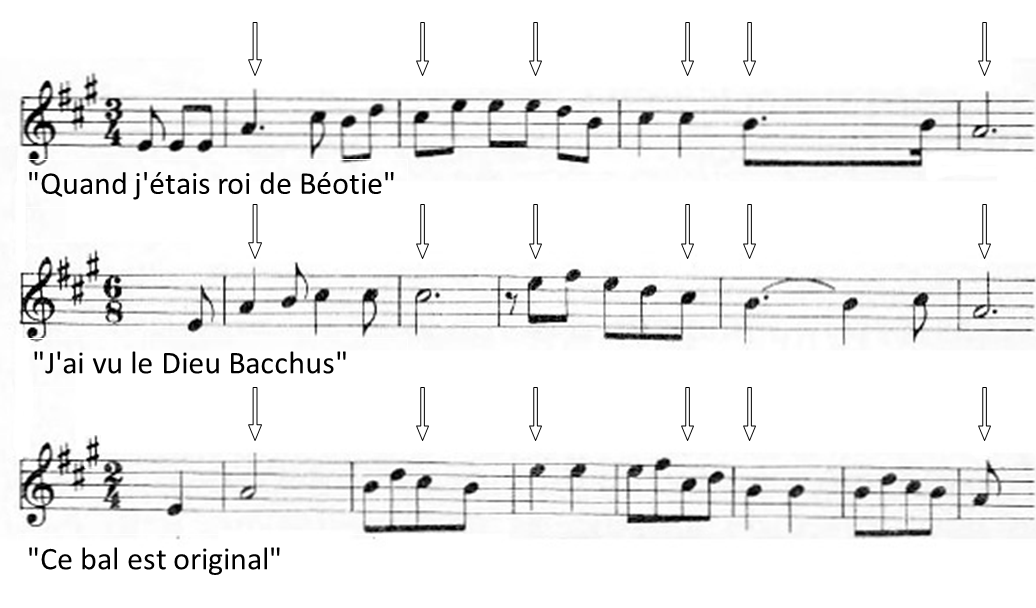
Temas de apertura de «Quand j'étais roi de Béotie», «J'ai vu le Dieu Bacchus» y el «Galop infernal», que muestra notas principales en común: A-C-E-C-B-A.

Faris describe la partitura de la ópera, que formó el patrón para las muchas óperas completas de Offenbach que siguieron, con una «abundancia de coplas» (canciones con versos repetidos para uno o más cantantes), «una variedad de otros solos y dúos, varios grandes coros y dos finales extendidos». Offenbach escribió en una variedad de estilos, desde el vena rococó pastoral, vía pastiche de la ópera italiana, hasta el estruendoso galop, que muestra, en el análisis de Faris, muchas de sus características personales, como melodías que «saltan hacia adelante y hacia atrás de una manera notablemente acrobática mientras suenan no sólo suavemente líricos, sino también espontáneos». En números tan acelerados como el «Galop infernal», Offenbach hace de la simplicidad una virtud, a menudo manteniendo la misma tonalidad durante la mayor parte del número, con una instrumentación en gran medida invariable en todo momento. En otra parte de la partitura, da mayor protagonismo a la orquesta. En el «Duo de la mouche», la parte de Júpiter, que consiste en zumbar como una mosca, está acompañada por los violines primero y segundo tocando sul ponticello, para producir un zumbido similar. En Le Figaro, Gustave Lafargue comentó que el uso de Offenbach de un trino de flautín puntuado por un toque en un platillo en el final de la primera escena era una recreación moderna de un efecto inventado por Gluck en su partitura de Ifigenia en Áulide. Wilfrid Mellers también comenta sobre el uso que hace Offenbach del flautín para realzar las coplas de Eurídice con «risitas de niña» en el instrumento. Gervase Hughes comenta sobre la elaborada partitura del «ballet des mouches» [Acto 3, versión de 1874], y lo llama «un tour de force» que podría haber inspirado a Chaikovski.
Faris comenta que en Orfeo en los infiernos Offenbach muestra que era un maestro en establecer el estado de ánimo mediante el uso de figuras rítmicas. Cita tres números del segundo acto (versión de 1858), que están todos en la tonalidad de la mayor y usan notas idénticas en casi el mismo orden, «pero sería difícil imaginar una diferencia de sentimiento más extrema que la que existe entre el canto del rey de los beocios y del «Galop»». En un estudio de 2014, Heather Hadlock comenta que para el primero, Offenbach compuso «una melodía lánguida, pero inquieta» sobre un acompañamiento de bordón bajo estilo musette de armonías dominante y tónica alternadas, evocando y burlándose simultáneamente de la nostalgia por un lugar y un tiempo perdidos y «creando una tensión perpetuamente irresuelta entre el patetismo y la ironía». Mellers encuentra que el aria de Styx tiene «un patetismo que toca el corazón», tal vez, sugiere, la única instancia de verdadero sentimiento en la ópera.
En 1999, Thomas Schipperges escribió en el International Journal of Musicology que muchos académicos sostienen que la música de Offenbach desafía todos los métodos musicológicos. No estuvo de acuerdo y analizó el «Galop infernal», encontrándolo sofisticado en muchos detalles: «A pesar de su sencillez, revela un diseño calculado. La "economía" general de la pieza sirve a una dramaturgia musical deliberada». Hadlock observa que, aunque la música más conocida de la ópera es «impulsada por las energías propulsoras de comedia rossiniana» y el galop acelerado, estos números animados van de la mano con música más majestuosa en una vena del siglo XVIII: «La sofisticación de la partitura resulta del entrelazamiento de Offenbach del lenguaje musical urbano contemporáneo con un tono sobrio y melancólico que es socavado e ironizado sin nunca ser completamente deshecho».
Orfeo en los infiernos fue la primera de las principales obras de Offenbach en tener un coro. En un estudio de 2017, Melissa Cummins comenta que, aunque el compositor usó el coro ampliamente como los secuaces de Plutón, los residentes aburridos del Olimpo y las bacantes en el Hades, simplemente están allí para completar las partes vocales en los grandes números del conjunto y «son tratados como una multitud sin nombre y sin rostro que simplemente está presente». En la escena del Olimpo, el coro tiene una sección inusual de bocca chiusa, marcada como «Bouche fermée», un efecto utilizado más tarde por Bizet en Djamileh y Puccini en el coro a boca cerrada en Madama Butterfly.

### Ediciones

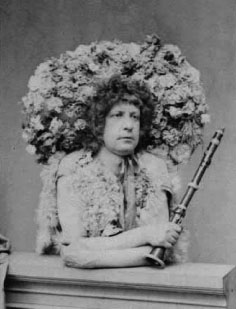
Léonce como Aristeo en los Bouffes-Parisiens en 1858.

La orquesta de Bouffes-Parisiens era pequeña, probablemente unos treinta músicos. La versión de 1858 de Orfeo en los infiernos está escrita para dos flautas (la segunda flautín doblado), un oboe, dos clarinetes, un fagot, dos trompas, dos cornetas, un trombón, timbales, percusión (bombo/platillos, triángulo) y cuerdas. El experto en Offenbach, Jean-Christophe Keck, especula que las secciones de cuerda constaban como máximo de seis primeros violines, cuatro segundos violines, tres violas, cuatro violonchelos y un contrabajo. La partitura de 1874 requiere fuerzas orquestales considerablemente mayores: Offenbach agregó partes adicionales para secciones de viento-madera, metales y percusión. Para el estreno de la versión revisada contrató una orquesta de sesenta músicos, así como una banda militar de otros cuarenta músicos para la procesión de los dioses del Olimpo al final del segundo acto.
La música de la revisión de 1874 fue bien recibida por los críticos contemporáneos, pero algunos críticos posteriores creyeron que la partitura más larga, con sus amplias secciones de ballet, tiene parches aburridos ocasionales. No obstante, algunos de los números añadidos, particularmente «Couplets des baisers» de Cupido, el rondó «Eh hop» de Mercurio y el «Coro de policías» han ganado popularidad y algunos, o todos, a menudo se agregan a las representaciones utilizando el texto de 1858.
Durante más de un siglo después de la muerte del compositor, una de las causas de las reservas críticas sobre ésta y sus otras obras fue la persistencia de lo que el musicólogo Nigel Simeone ha llamado versiones «fallidas, masacradas y extorsionadas». Desde principios del siglo XXI ha estado en marcha un proyecto para publicar partituras académicas y fiables de las óperas de Offenbach, bajo la dirección de Keck. La primera que se publicó, en 2002, fue la versión de 1858 de Orfeo en los infiernos. The Offenbach Edition Keck ha publicado posteriormente la partitura de 1874 y otro dibujo de las versiones de 1858 y 1874.

### Obertura ygalop
La obertura de Orfeo en los infiernos más conocida y grabada no es de Offenbach y no forma parte de las partituras de 1858 ni de 1874. Fue arreglada por el músico austríaco Carl Binder (1816-1860) para la primera producción de la ópera en Viena, en 1860. La partitura de Offenbach de 1858 tiene una breve introducción orquestal de 104 compases; comienza con una melodía tranquila para viento-madera, seguida por el tema del minueto del Acto 2 de Júpiter, en la♭ mayor y continúa a través de una fuga pomposa burlona en fa mayor en el monólogo de apertura de la Opinión Pública. La obertura de la revisión de 1874 es una pieza de 393 compases, en la que se repiten el minueto de Júpiter y la canción de John Styx, intercalados con muchos temas de la partitura, incluidos «J'ai vu le Dieu Bacchus», las coplas «Je suis Venus», el «Rondeau des métamorphoses», la sección «Partons, partons» del final del Acto 2 y el galop del Acto 4.
Aproximadamente quince años después de la muerte de Offenbach, el galop del Acto 2 (o Acto 4 en la versión de 1874) se convirtió en una de las piezas musicales más famosas del mundo, cuando el Moulin Rouge y el Folies Bergère lo adoptaron como la música regular para su cancán. Keck ha comentado que el «Galop infernal» original era un asunto considerablemente más espontáneo y desenfrenado que el cancán de fin de siècle (Keck compara el original con una rave moderna), pero la melodía ahora es inseparable en la mente del público de las bailarinas con patadas altas del cancán.

### Números
| Versión de 1858                                     | Versión de 1874 |
| --------------------------------------------------- | --- |
| Acto 1: Escena 1                                    | Acto 1 |
| Obertura                                            | Obertura |
| «Qui je suis?» («¿Quién soy?») - La Opinión Pública | Choeur des bergers: «Voici la douzième heure» (Coro de pastores: «Esta es la duodécima hora») - Coro, Le Licteur, La Opinión Pública                                                                                            |
|                                                     | «Conseil municipal de la ville de Thèbes» («Ayuntamiento de Tebas») - Coro |
| «La femme dont le coeur rêve»                       | «La femme dont le cœur rêve» («La mujer cuyo corazón sueña») - Eurídice |
| Duo du concerto                                     | Duo du concerto «Ah! C'est ainsi!» (Concierto a dúo: «¡Ah, eso es todo!») - Orfeo, Eurídice |
|                                                     | Ballet pastoral |
| «Moi, je suis Aristée»                              | «Moi, je suis Aristée» («Yo soy Aristeo») - Aristeo |
| «La mort m'apparaît souriante»                      | «La mort m'apparaît souriante» («La muerte se me aparece sonriendo») - Eurídice |
|                                                     | «Libre! O bonheur!» («Libre, ¡oh, alegría!») - Orfeo, Coro |
| «C'est l'Opinion publique»                          | «C'est l'Opinion publique» («Es la opinión pública») - La Opinión Pública, Orfeo, Coro |
|                                                     | Valse des petits violonistes: "Adieu maestro» (Vals de los pequeños violinistas) - Coro, Orfeo |
| «Viens! C'est l'honneur qui t'appelle!»             | «Viens! C'est l'honneur qui t'appelle!» («Ven, es el honor el que te llama») - La Opinión Pública, Orfeo, Coro |
| Acto 1: Escena 2                                    | Acto 2 |
| Entreacto                                           | Entreacto |
| Choeur du sommeil                                   | Choeur du sommeil - «Dormons, dormons» («Durmiendo, durmiendo») - Coro |
| «Je suis Cupido» («Yo soy Cupido») - Cupido, Venus  | «Je suis Venus» («Yo soy Venus») - Venus, Cupido, Marte |
|                                                     | «Divertissement des songes et des heures» («Divertissement de sueños y horas») «Tzing, tzing tzing» - Morfeo |
| «Par Saturne, quel est ce bruit»                    | «Par Saturne, quel est ce bruit» («¡Por Saturno! ¿Qué es ese ruido?») - Júpiter, Coro |
| «Quand Diane descend dans la plaine»                | «Quand Diane descend dans la plaine» («Cuando Diana baja a la llanura») - Diana, Coro |
|                                                     | «Eh hop! eh hop! place à Mercure» («¡Hey presto! ¡Abran paso a Mercurio!») - Mercurio, Juno, Júpiter |
|                                                     | Air en prose de Pluton: «Comme il me regarde!» (Aria en prosa de Plutón: «¡Cómo me mira!») |
| «Aux armes, dieux et demi-dieux!»                   | «Aux armes, dieux et demi-dieux!» («¡A las armas, dioses y semidioses!») - Diana, Venus, Cupido, Coro, Júpiter, Plutón |
| Rondeau des métamorphoses                           | Rondeau des métamorphoses: «Pour séduire Alcmène la fière» («Para seducir a la orgullosa Alcmene») - Minerva, Diana, Cupido, Venus y Coro (versión de 1858); Diana, Minerva, Cibeles, Pomona, Venus, Flora, Ceres y Coro (1874) |
| «Il approche! Il s'avance!»                         | «Il approche! Il s'avance» («¡Está cerca! ¡Aquí viene!») - Plutón, los dioses, La Opinión Pública, Júpiter, Orfeo, Mercurio, Cupido, Diana, Venus                                                                               |
| «Gloire! gloire à Jupiter... Partons, partons»      | «Gloire! gloire à Jupiter... Partons, partons» («¡Gloria a Júpiter! ¡Vamos, vamos!») - Plutón, los dioses, La Opinión Pública, Júpiter, Orfeo, Mercurio, Cupido, Diana, Venus                                                   |
| Acto 2: Escena 1                                    | Acto 3 |
| Entreacto                                           | Entreacto |
|                                                     | «Ah! quelle triste destinée!» («¡Ah! que triste destino») - Eurídice |
| «Quand j'étais roi de Béotie»                       | «Quand j'étais roi de Béotie» (Cuando yo era rey de Beocia) - John Styx |
|                                                     | «Minos, Eaque et Rhadamante» - Minos, Éaco, Radamante, alguacil |
|                                                     | «Nez au vent, oeil au guet» («Con la nariz en el aire y ojo vigilante») - policías |
|                                                     | «Allons, mes fins limiers» («Adelante, mis buenos sabuesos») - Cupido y policías |
|                                                     | «Le beau bourdon que voilà» («Qué botín azul tan guapo») - policías |
| Duo de la mouche                                    | Duo de la mouche «Il m'a semblé sur mon épaule» («Dúo de la mosca: Me pareció sobre mi hombro») - Eurídice, Júpiter |
| Finale: «Bel insecte à l'aile dorée»                | Finale: «Bel insecte à l'aile dorée» - («Hermoso insecto con alas doradas»), Scène et ballet des mouches: Introducción, andante, vals, galop - Eurídice, Plutón, John Styx                                                      |
| Acto 2: Escena 2                                    | Acto 4 |
| Entreacto                                           | Entreacto |
| «Vive le vin! Vive Pluton!»                         | «Vive le vin! Vive Pluton!»- Coro |
| «Allons! ma belle bacchante»                        | «Allons! ma belle bacchante» («Adelante, mi hermosa bacante») - Cupido |
| «J'ai vu le Dieu Bacchus»                           | «J'ai vu le Dieu Bacchus» («Vi al dios Baco») - Eurídice, Diane, Venus, Cupido, coro |
| Menuet et Galop                                     | Menuet et Galop «Maintenant, je veux, moi qui suis mince et fluet... Ce bal est original, d'un galop infernal» («Ahora, siendo esbelta y ágil quiero... esta bola es fuera de lo común: un galope infernal») - Todos            |
| Finale: «Ne regarde pas en arrière!»                | Finale: «Ne regarde pas en arrière!» («No mires atrás») - La Opinión Pública, Júpiter, los dioses, Orfeo, Eurídice |

## Recepción

### sigloXIX

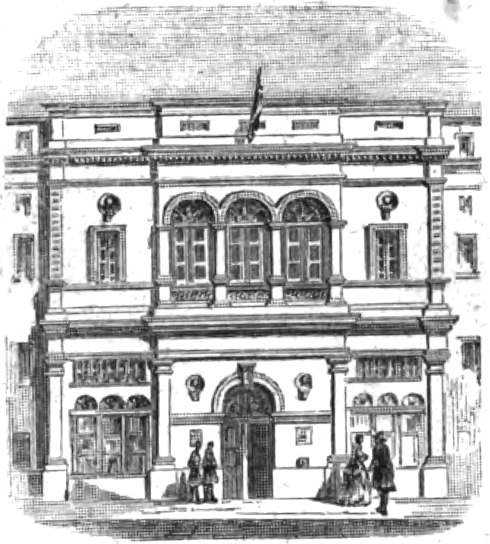
Théâtre des Bouffes-Parisiens en 1867.

Desde el principio Orfeo en los infiernos divide la opinión crítica. La furiosa condena de Janin hizo a la obra mucho más bien que mal y contrastaba con la crítica elogiosa del estreno de Jules Noriac en el Figaro-Programme, que calificó la obra de «sin precedentes, espléndida, escandalosa, graciosa, deliciosa, ingeniosa, divertida, exitosa, perfecta, melodiosa». Bertrand Jouvin, en Le Figaro, criticó a algunos miembros del elenco, pero elogió la puesta en escena: «un espectáculo de fantasía, que tiene toda la variedad, todas las sorpresas de la ópera de hadas». La Revue et gaceta musical de París pensó que, aunque sería un error esperar demasiado de una pieza de este género, Orfeo en los infiernos era una de las obras más destacadas de Offenbach, con encantadoras coplas para Eurídice, Aristeo-Plutón y el rey de Beocia. Le Ménestrel denominó al elenco «purasangre» que hizo plena justicia a «todas las bromas encantadoras, todas las originalidades deliciosas, todas las rarezas ridículas arrojadas en profusión en la música de Offenbach».
Al escribir sobre la versión revisada de 1874, los autores de Les Annales du théâtre et de la musique dijeron: «Orfeo en los infiernos es ante todo un buen espectáculo. La música de Offenbach ha conservado su juventud y espíritu. La divertida opereta de antaño se ha convertido en una espléndida extravagancia», contra lo que Félix Clément y Pierre Larousse escribieron en su Dictionnaire des Opéras (1881) que la pieza es «una parodia vulgar y grotesca» llena de «escenas vulgares e indecentes» que «desprenden un olor insalubre».
Se consideró que la ópera contenía una sátira apenas disimulada del régimen de Napoleón III, pero las primeras críticas de la prensa sobre la obra se centraron en su burla de autores clásicos venerados como Ovidio y la igualmente sacrosanta música del Orfeo de Gluck. Faris comenta que la sátira perpetrada por Offenbach y sus libretistas fue más descarada que contundente, y Richard Taruskin en su estudio de la música del siglo XIX observa: «El libertinaje calculado y el sacrilegio fingido, que atrajo con éxito a los críticos más sofocantes, fueron reconocidos por todos por lo que eran: un paliativo social, todo lo contrario de la crítica social [...]  El espectáculo de los dioses olímpicos haciendo el cancán no amenazaba la dignidad de nadie». El emperador disfrutó mucho de la obra cuando la vio en una función de encargo en 1860; le dijo a Offenbach que «nunca olvidaría esa deslumbrante noche».

### SiglosXXyXXI
Después de la muerte de Offenbach, su reputación en Francia sufrió un eclipse temporal. En palabras de Faris, sus óperas cómicas fueron «desestimadas como recuerdos irrelevantes y ostentosos de un Imperio desacreditado». Los obituarios de otros países también dieron por sentado que las óperas cómicas, incluida Orfeo en los infiernos, eran efímeras y serían olvidadas. En el momento del centenario del compositor, en 1919, había estado claro durante algunos años que tales predicciones habían estado equivocadas. Orfeo en los infiernos tuvo nuevos montajes con frecuencia, al igual que varias de sus óperas, y las críticas por motivos morales o musicales habían cesado en gran medida. Gabriel Groviez escribió en The Musical Quarterly:

The libretto of Orphée overflows with spirit and humour and the score is full of sparkling wit and melodious charm. It is impossible to analyse adequately a piece wherein the sublimest idiocy and the most astonishing fancy clash at every turn. [...] Offenbach never produced a more complete work.
El libreto de Orfeo rebosa espíritu y humor, y la partitura está llena de ingenio chispeante y encanto melodioso. Es imposible analizar adecuadamente una pieza en la que la idiotez más sublime y la fantasía más asombrosa chocan a cada paso.  [...] Offenbach nunca produjo una obra más completa.

Entre los críticos modernos, Traubner describe a Orfeo como «la primera gran opereta francesa clásica de larga duración  [...] clásica (en ambos sentidos del término)», aunque considera que la revisión de 1874 es «exagerada». Peter Gammond escribe que el público apreció la frivolidad de la obra al tiempo que reconoció que está enraizada en las mejores tradiciones de la opéra-comique. Entre los escritores del siglo XXI, Bernard Holland ha comentado que la música está «hermosamente hecha, implacablemente alegre, de mala gana seria», pero no muestra como lo hace la posterior Los cuentos de Hoffmann «Offenbach lo que realmente fue un compositor profundamente talentoso»; Andrew Lamb ha comentado que, aunque Orfeo en los infiernos sigue siendo la obra más conocida de Offenbach, «un consenso en cuanto a la mejor de sus operetas probablemente preferiría La vida parisina por su chispa, La Périchole por su encanto y La bella Helena por su brillantez completa». Kurt Gänzl escribe en The Encyclopedia of the Musical Theatre que, en comparación con esfuerzos anteriores, Orfeo en los infiernos era «algo en una escala diferente  [...] una parodia gloriosamente imaginativa de la mitología clásica y de los eventos modernos decorados con los personajes más divertidos de la música bufa de Offenbach». En un estudio de 2014 sobre parodia y burlesque en la obra, Hadlock escribe:

With Orphée aux enfers, the genre we now know as operetta gathered its forces and leapt forward, while still retaining the quick, concise style of its one-Act predecessors, their absurdist and risqué sensibility, and their economy in creating maximum comic impact with limited resources. At the same time, it reflects Offenbach's desire to establish himself and his company as legitimate heirs of the eighteenth-century French comic tradition of Philidor and Grétry.
Con Orfeo en los infiernos, el género que ahora conocemos como opereta reunió sus fuerzas y saltó hacia adelante, mientras conservaba el estilo rápido y conciso de sus predecesores en un acto, su sensibilidad absurda y atrevida, y su economía para crear el máximo impacto cómico con recursos limitados. Al mismo tiempo, refleja el deseo de Offenbach de establecerse a sí mismo y a su compañía como legítimos herederos de la tradición cómica francesa del siglo XVIII de Philidor y Grétry.

## Nuevas producciones

### Francia

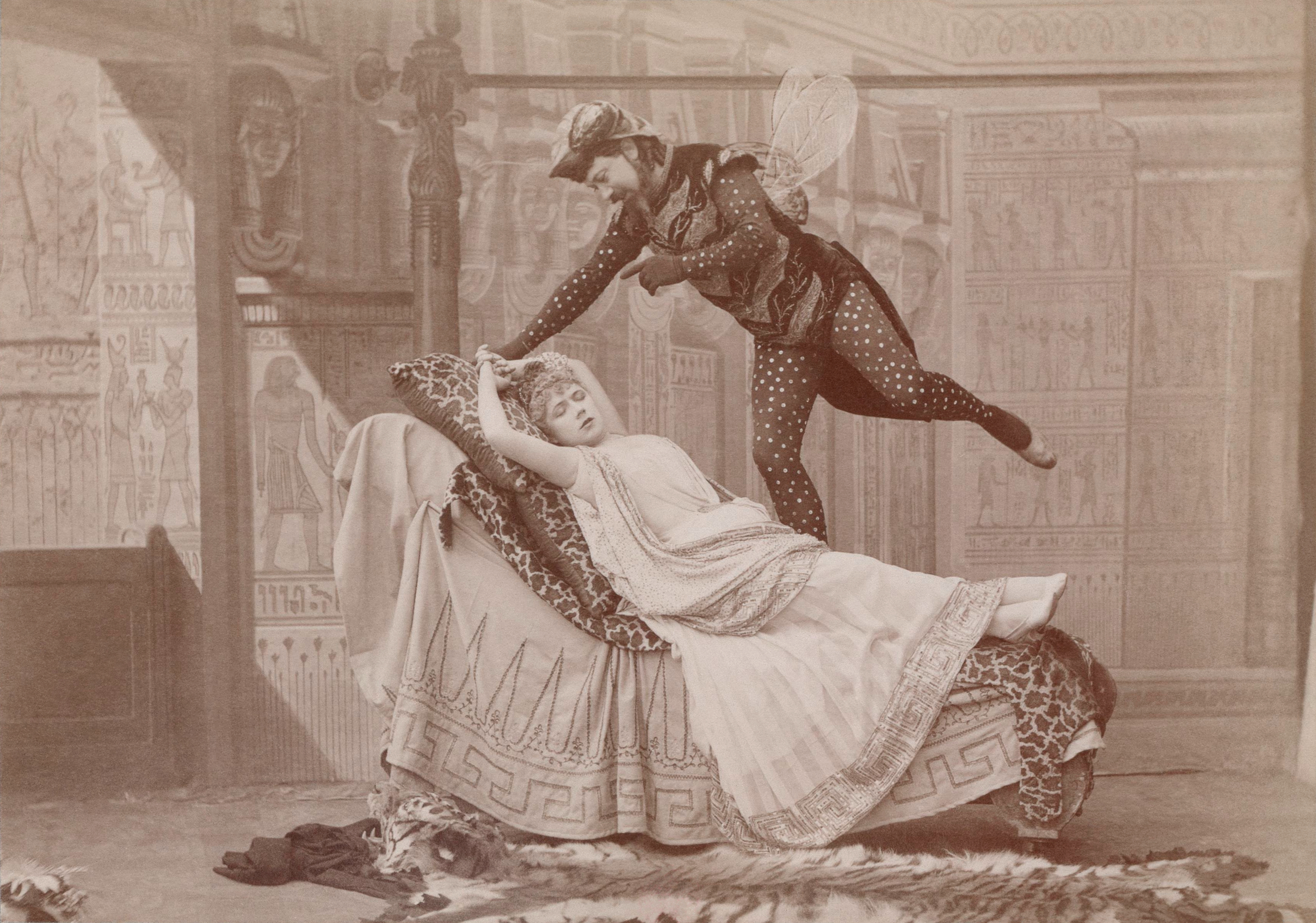
Jeanne Granier y Eugène Vauthier como Eurídice y Júpiter durante la interpretación de «Bel insecte à l'aile dorée» (1887).

En un principio la versión original se componía de dos actos y cuatro cuadros, en versión de opéra bouffe. La primera representación tuvo lugar en el Théâtre des Bouffes Parisiens en París el 21 de octubre de 1858 y tuvo 228 representaciones iniciales. Volvió a la escena unas pocas semanas más tarde, después de que el elenco descansase. Entre la primera representación y la primera nueva producción de París, en 1860, la compañía Bouffes-Parisiens realizó una gira por las provincias francesas, donde se informó que Orfeo en los infiernos se encontró con un éxito «inmenso» e «increíble». A Tautin le sucedió como Eurídice Delphine Ugalde en la producción de Bouffes-Parisiens de 1862 y nuevamente en 1867.
El primer nuevo montaje de la versión opéra féerie de 1874 fue en el Théâtre de la Gaîté en 1875 con Marie Blanche Peschard como Eurídice. Fue nuevamente producido allí en enero de 1878 con Meyronnet (Orfeo), Peschard (Eurídice), Christian (Júpiter), Habay (Plutón) y Pierre Grivot como Mercurio y John Styx. Para la temporada posterior de la Exposición Universal de ese año, Offenbach revivió la pieza nuevamente, con Grivot como Orfeo, Peschard como Eurídice, el viejo amigo y rival del compositor, Hervé como Júpiter y Léonce como Plutón. La ópera se volvió a ver en la Gaîté en 1887 con Taufenberger (Orfeo), Jeanne Granier (Eurídice), Eugène Vauthier (Júpiter) y Alexandre (Plutón). Hubo una nueva producción en el Éden-Théâtre (1889) con Minart, Granier, Christian y Alexandre.
Las nuevas producciones del siglo XX en París incluyeron montajes en el Théâtre des Variétés (1902) con Charles Prince (Orfeo), Juliette Méaly (Eurídice), Guy (Júpiter) y Albert Brasseur (Plutón), y en 1912 con Paul Bourillon, Méaly, Guy y Prince; el Teatro Mogador (1931) con Adrien Lamy, Manse Beaujon, Max Dearly y Lucien Muratore; la Opéra-Comique (1970) con Rémy Corazza, Anne-Marie Sanial, Michel Roux y Robert Andreozzi; el Théâtre de la Gaïté-Lyrique (1972) con Jean Giraudeau, Jean Brun, Albert Voli y Sanial; y por el Théâtre français de l'Opérette en el Espace Cardin (1984) con múltiples elencos que incluyen (en orden alfabético) André Dran, Maarten Koningsberger, Martine March, Martine Masquelin, Marcel Quillevere, Ghyslaine Raphanel, Bernard Sinclair y Michel Trempont. En enero de 1988, la obra recibió sus primeras representaciones en la Ópera de París, con Michel Sénéchal (Orfeo), Danielle Borst (Eurídice), François Le Roux (Júpiter) y Laurence Dale (Plutón).
En diciembre de 1997 se vio una producción de Laurent Pelly en la Ópera de Lyon, donde se filmó en DVD, con Yann Beuron (Orfeo), Natalie Dessay (Eurídice), Laurent Naouri (Júpiter) y Jean-Paul Fouchécourt (Plutón) con Marc Minkowski en la dirección. La producción se originó en Ginebra, donde había sido representada en septiembre -en una antigua central hidroeléctrica utilizada durante la renovación del área escénica del Gran Teatro- por un elenco encabezado por Beuron, Annick Massis, Naouri y Éric Huchet.

### Europa continental

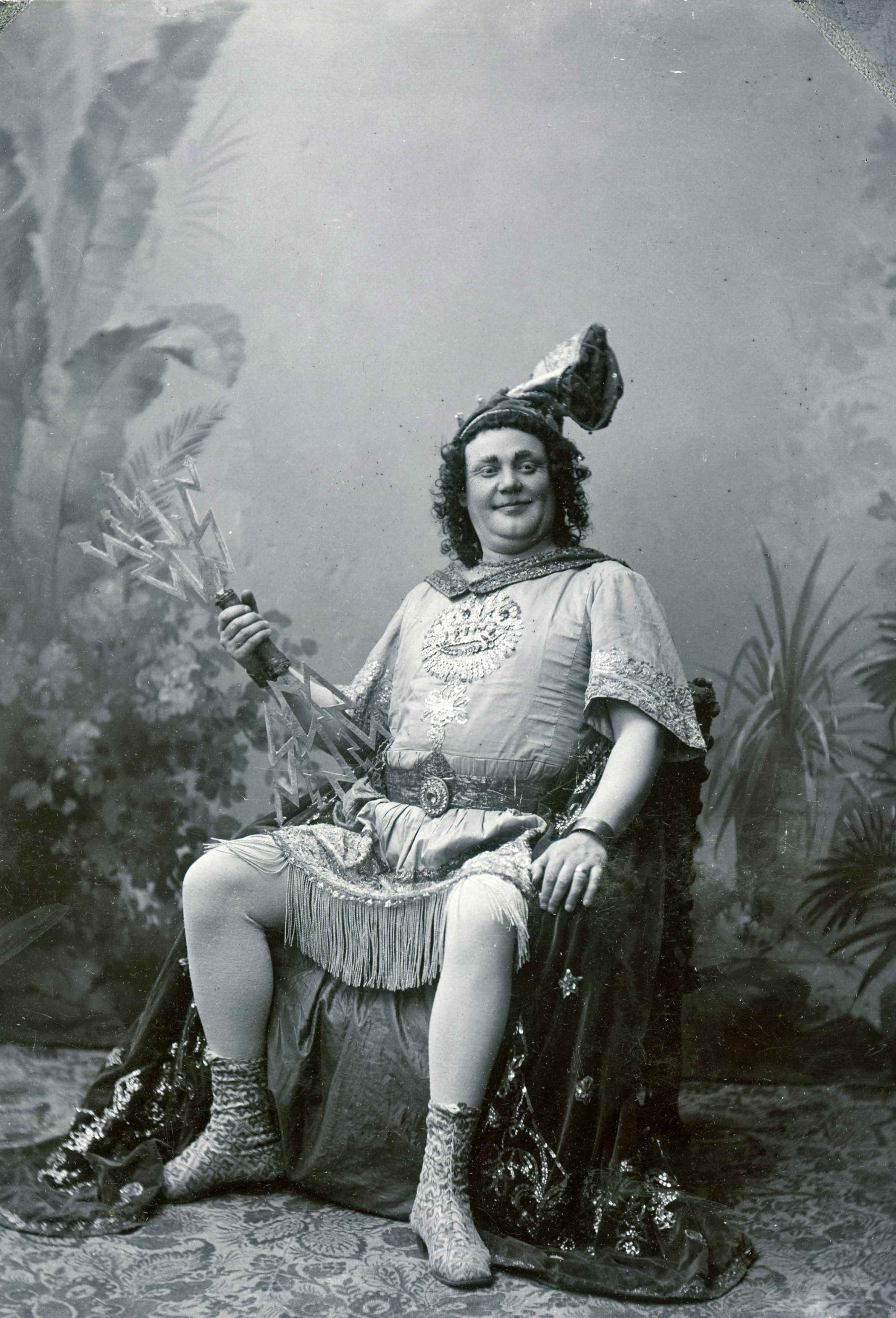
Axel Ringvall como Júpiter en la producción del Vasateatern de Estocolmo de 1895.

Se cree que la primera producción fuera de Francia fue en Breslavia en octubre de 1859. En diciembre del mismo año se inauguró la ópera en Praga. La obra fue presentada en alemán en el Carltheater de Viena, en marzo de 1860 en una versión de Ludwig Kalisch, revisada y adornada por Johann Nestroy, que interpretaba a Júpiter. Burlarse de la mitología grecorromana tenía una larga tradición en el teatro popular de Viena y el público no tuvo problemas con la falta de respeto que había indignado a Jules Janin y otros en París. Fue para esta producción que Carl Binder armó la versión de la obertura que ahora es la más conocida. Hubo reposiciones en el mismo teatro en febrero y junio de 1861 (ambas en francés) y en el Theater an der Wien en enero de 1867. En 1860 tuvieron lugar los estrenos locales de la obra en Bruselas, Estocolmo, Copenhague y Berlín. Siguieron producciones en Varsovia, San Petersburgo y Budapest, y luego en Zúrich, Madrid, Ámsterdam, Milán y Nápoles.
Gänzl menciona entre «innumerables otras producciones  [...] una nueva producción alemana grande y deslumbrante bajo la dirección de Max Reinhardt» en el Großes Schauspielhaus de Berlín en 1922. Una producción de Berlín más reciente fue dirigida por Götz Friedrich en 1983; se publicó un video de la producción. Las producciones de 2019 incluyen las dirigidas por Helmut Baumann en la Volksoper de Viena y por Barrie Kosky en la Haus für Mozart en Salzburgo con un elenco encabezado por Anne Sophie von Otter como la Opinión Pública, una coproducción entre el Festival de Salzburgo, Ópera Cómica de Berlín y Deutsche Oper am Rhein.

### Reino Unido
La primera producción londinense de la obra fue en el Her Majesty's Theatre en diciembre de 1865, en una versión en inglés de J. R. Planché titulada Orpheus in the Haymarket. Hubo producciones del West End en el francés original en 1869 y 1870 por compañías encabezadas por Hortense Schneider. Siguieron versiones en inglés de Alfred Thompson (1876) y Henry S. Leigh (1877). Una adaptación de Herbert Beerbohm Tree y Alfred Noyes se estrenó en His Majesty's en 1911. La ópera no se volvió a ver en Londres hasta 1960, cuando una nueva adaptación de Geoffrey Dunn se estrenó en el Teatro de Sadler's Wells; esta producción de Wendy Toye se volvió a representar con frecuencia entre 1960 y 1974. En 1987, se realizó una versión libremente traducida al inglés de Snoo Wilson para la English National Opera (ENO), montada en el London Coliseum y estrenada el 5 de septiembre de 1985. La producción destacó por su retrato satírico de la entonces primera ministra del Reino Unido, Margaret Thatcher, como el personaje Opinión Pública. Una coproducción de Opera North y D'Oyly Carte Opera Company en una versión de Jeremy Sams abrió en 1992 y fue revivida varias veces. En 2019 ENO presentó una nueva producción dirigida por Emma Rice, que abrió con críticas desfavorables.

### Fuera de Europa
La primera producción de Nueva York fue en el Stadt Theatre, en alemán, en marzo de 1861; la producción duró hasta febrero de 1862. Se cantaron dos producciones más en alemán: diciembre de 1863 con Fritze, Knorr, Klein y Frin von Hedemann y diciembre de 1866 con Brügmann, Knorr, Klein y Frin Steglich-Fuchs. La ópera se representó en el Theatre Français en enero de 1867 con Elvira Naddie, y en el Teatro de la Quinta Avenida en abril de 1868 con Lucille Tostée. En diciembre de 1883 se produjo en el Teatro Bijou con Max Freeman, Marie Vanoni, Digby Bell y Harry Pepper. Hubo producciones en Río de Janeiro en 1865, Buenos Aires en 1866, Ciudad de México en 1867 y Valparaíso en 1868. La ópera se representó por primera vez en Australia en el Princess Theatre de Melbourne en marzo de 1872, sobre el texto londinense de Planché, con Alice May como Eurídice.
Una espectacular producción de Reinhardt se presentó en Nueva York en 1926. La New York City Opera puso en escena la obra, dirigida por Erich Leinsdorf, en 1956, con Sylvia Stahlman como Eurídice y Norman Kelley como Plutón. Las producciones estadounidenses más recientes incluyen una versión de 1985 de la Ópera de Santa Fe y la versión ENO de 1985, que fue puesta en escena en Estados Unidos por la Houston Grand Opera (coproductores) en 1986 y la Ópera de Los Ángeles en 1989.

### sigloXXIen todo el mundo
Esta ópera sigue en el repertorio, aunque no está entre las más representadas; en las estadísticas de Operabase aparece la n.º 71 de las cien óperas más representadas en el período 2005-2010, siendo la sexta en Francia y la segunda de Offenbach, con 55 representaciones. En abril de 2019, se registraron en la misma web veinticinco producciones pasadas o programadas de la ópera a partir de 2016, en francés o traducidas: nueve en Alemania, cuatro en Francia, dos en Gran Bretaña, dos en Suiza, dos en Estados Unidos y producciones en Gdansk, Lieja, Liubliana, Malmö, Praga y Tokio.

## Grabaciones

### Audio

#### En francés
Hay tres grabaciones de larga duración. La primera, de 1951, cuenta con el Coro y la Orquesta Filarmónica de París, dirigidos por René Leibowitz, con Jean Mollien (Orfeo), Claudine Collart (Eurídice), Bernard Demigny (Júpiter) y André Dran (Plutón); utiliza la versión de 1858. Una edición de 1978 de EMI emplea la versión ampliada de 1874; cuenta con el Coro y la Orquesta del Capitolio de Toulouse dirigidos por Michel Plasson, con Michel Sénéchal (Orfeo), Mady Mesplé (Eurídice), Michel Trempont (Júpiter) y Charles Burles (Plutón). Una grabación de 1997 de la partitura de 1858 con algunas adiciones de la revisión de 1874 presenta al Coro y la Orquesta de la Ópera Nacional de Lyon, dirigida por Marc Minkowski, con Yann Beuron (Orfeo), Natalie Dessay (Eurídice), Laurent Naouri (Júpiter) y Jean-Paul Fouchécourt (Plutón).

#### En inglés
Hasta 2022, la única grabación de la obra completa realizada en inglés es la producción D'Oyly Carte de 1995, dirigida por John Owen Edwards con David Fieldsend (Orfeo), Mary Hegarty (Eurídice), Richard Suart (Júpiter) y Barry Patterson (Plutón). Utiliza la partitura de 1858 con algunas adiciones de la revisión de 1874. El texto en inglés es de Jeremy Sams. Se grabaron extractos extensos de dos producciones anteriores: Sadler's Wells (1960), dirigida por Alexander Faris, con June Bronhill como Eurídice y Eric Shilling como Júpiter; y English National Opera (1985), dirigida por Mark Elder, con Stuart Kale (Orfeo), Lillian Watson (Eurídice), Richard Angas (Júpiter) y Émile Belcourt (Plutón).

#### En alemán
Ha habido tres grabaciones de larga duración en alemán. La primera, grabada en 1958, cuenta con la Orquesta Sinfónica y el Coro de la Radio del Norte de Alemania dirigidos por Paul Burkhard, con Heinz Hoppe (Orfeo), Anneliese Rothenberger como Eurídice, Max Hansen como Júpiter y Ferry Gruber como Plutón. Rothenberger repitió su papel en un conjunto de EMI de 1978, con la Philharmonia Hungarica y el Coro de la Ópera de Colonia dirigido por Willy Mattes, con Adolf Dellapozza (Orfeo), Benno Kusche (Júpiter) y Gruber (Plutón). Una grabación basada en la producción berlinesa de 1983 de Götz Friedrich cuenta con la Orquesta y el Coro de la Ópera Alemana de Berlín, dirigida por Jesús López Cobos, con Donald Grobe (Orfeo), Julia Migenes (Eurídice), Hans Beirer (Júpiter) y George Shirley (Plutón).

### Vídeo
Se han lanzado grabaciones en DVD basadas en la producción de 1997 de Herbert Wernicke en el Teatro Real de la Moneda de Bruselas, con Alexandru Badea (Orfeo), Elizabeth Vidal (Eurídice), Dale Duesing (Júpiter) y Reinaldo Macias (Plutón) y la producción de Laurent Pelly del mismo año, con Natalie Dessay (Eurídice), Yann Beuron (Orfeo), Laurent Naouri (Júpiter) y Jean-Paul Fouchécourt (Plutón). Se ha publicado en DVD una versión en inglés realizada para la BBC en 1983. Está dirigida por Faris y cuenta con Alexander Oliver (Orfeo), Lillian Watson (Eurídice), Denis Quilley (Júpiter) y Émile Belcourt (Plutón). La producción de Berlín de Friedrich fue filmada en 1984 y ha sido lanzada como DVD. En 2019 se publicó un DVD de la producción del Festival de Salzburgo dirigida por Kosky.